# Gūrānābād-e Qāẕī
Gūrānābād-e Qāẕī (persiska: گوران آباد قاضی) är en ort i Iran.   Den ligger i provinsen Västazarbaijan, i den nordvästra delen av landet, 600 km väster om huvudstaden Teheran. Gūrānābād-e Qāẕī ligger 1 326 meter över havet och antalet invånare är 114.
Terrängen runt Gūrānābād-e Qāẕī är kuperad åt sydväst, men åt nordost är den platt.Runt Gūrānābād-e Qāẕī är det ganska tätbefolkat, med 108 invånare per kvadratkilometer. Närmaste större samhälle är Naqadeh, 5,4 km öster om Gūrānābād-e Qāẕī. Trakten runt Gūrānābād-e Qāẕī består till största delen av jordbruksmark.